# Acrotocepheus besucheti
Acrotocepheus besucheti är en kvalsterart som beskrevs av Sandór Mahunka 1973. Acrotocepheus besucheti ingår i släktet Acrotocepheus och familjen Otocepheidae. Inga underarter finns listade i Catalogue of Life.